# Arhonte
Arhonte (greacă ἄρχων, arkhon, pl. ἄρχοντες, arkhontes) este un termen grec, cuvânt care înseamnă "domn" sau "conducător" și care era utilizat frecvent ca titlu public oficial.

## Arhonți gnostici
În tradițiile religioase gnostice, termenul arhon se referă în general la un grup de șapte ființe supranaturale, asociate cu cele șapte planete clasice și considerate a fi responsabile pentru crearea lumii fizice. Cele șapte ființe ar împiedica sufletele să părăsească tărâmul material. Conotația politică a numelui lor reflectă respingerea sistemului guvernamental, ca fiind viciat, fără șansă de mântuire adevărată.

## Alte utilizări

### Utilizări comune
- Termenul este vorbit de utilizatorii arabi de coptă în vorbirea din biserică ca un titlu pentru un membru de frunte al laicilor

- Arhon este titlul dat președinților districtului șase din Fraternitatea Phi Kappa Psi

- Arhon este titlul dat președinților studenților din Fraternitate Pi Kappa Phi. Vicepreședintele este cunoscut ca Vice Arhon.

- Arhon este titlul dat vicepreședintelui studenților din Fraternitate Pi Kappa Phi

- Arhon este titlul dat președinților din Fraternitate Psi Upsilon.

### În cărți
- 1898 În romanul utopic Ionia, ioniani sunt conduși de un arhon

### În filme și televiziune
- în episodul „Star Trek”: „The Return of the Arhons”
- în „Star Trek: Deep Space Nine” episodul „Tribunal”
- în „Stargate SG-1”, Arhonii sunt similari cu apărătorii Tollanilor (o rasă avansată ce trăiește pe o planetă numită Tollana).
- în „NX Files”

### În jocuri de rol
- în Dungeons & Dragons multiverse
- în World of Darkness
- în Kult